# Verchnjačka
Verchnjačka (in ucraino Верхнячка?) è un insediamento di tipo urbano (селище міського типу) dell'Ucraina, situato nell'oblast' di Čerkasy.